# 須須岐水神社 (千曲市)
須須岐水神社（すすきみずじんじゃ）は長野県千曲市にある神社。式外社須々岐水神の比定社で旧社格は旧郷社。

## 概要
社伝では白鳳2年（673年）に創建され、当初は式内社の「祝（ほうり）神社」と称したが、貞観年間に千曲川の洪水を受けて、埴科郡大領の金刺舎人正長が、比叡山日吉大社より山王権現を勧請して相殿に合祀した。近世においては真田氏の崇敬を受け、社領300石の他、祭典料として廩米5斗入10俵などが寄進された。度重なる洪水により、嘉永4年（1851年）に立川和四郎富昌によって再建されている。天明元年（1781年）神祇管領吉田家により「山王大権現宮」から「須須岐水神社」と改められた。古くは雨宮の坐日吉神社との間で神輿が行き来する神事があったが、明治5年（1872年）に廃止された。
社地は東西約27間、南北約34間である。古くから水神として信仰され、矢代用水堰の守護神であった。

## 祭神

### 主祭神
- 大国主命（主祭神）
- 生魂命
- 事代主命
- 罔像女命

### 配祀
- 豊玉姫命
- 速秋津彦命
- 速秋津姫命
- 少彦名命
- 保食命
- 国常立命

## 摂末社
- 祝神社（はふりじんじゃ）
祭神は建五百建命（科野国の国造-森将軍塚古墳の被葬者）、建御名方富命（諏訪上社祭神の古名）、南方刀美命（諏訪下社祭神の古名）の三柱で、『延喜式神名帳』埴科郡式内社の祝神社の比定論社の一つ。
- 高市大神社
- 高見社
- 養蚕神社

など

## アクセス
- しなの鉄道線屋代駅から北へ約500m